# ツキヌキサイコ
ツキヌキサイコ (Bupleurum rotundifolium) は、ヨーロッパ原産のセリ科ミシマサイコ属の一年草である。一般的にはブプレウルムの名で流通している。

## 特徴
高さ60-150cm程度になり、全体は無毛でよく分岐する。葉は茎を抱くようにつき、上部の分岐部分に付く葉は完全に茎を取り巻くため、茎が葉を貫いているような外見になる。花は複散形花序である。一段目の花序には、花弁状に見える緑色をした数枚の小総苞がつき、その中心部から、黄緑色の小花が散形花序をなしている。

## 利用
花は地味で目立たないが、逆にそのため、他の目立つ花と組み合わせると、他の花を引き立てる添え物としての効果がある。そのため、近年では、フラワーアレンジメントにおける引き立て役の副花材として重宝されるようになった。水揚げもよく、生け花の花材としても使われる。